# Churachandpur (Distrikt)
Der Distrikt Churachandpur ist ein Distrikt im indischen Bundesstaat Manipur. Verwaltungssitz ist die namensgebende Stadt Churachandpur.

## Geografie
Der Distrikt Churachandpur liegt im Süden Manipurs an der Grenze zu Myanmar. Nachbardistrikte sind Noney im Nordwesten und Norden, Senapati im Nordosten, Bishnupur, Kakching und Chandel im Osten sowie Pherzawl im Westen. Im Süden grenzt der Distrikt an den Staat Myanmar.
Die Fläche des Distrikts Churachandpur beträgt 2457 Quadratkilometer. Der Distrikt ist ein Hochland mit zahlreichen Hügeln und Bergen. Höchste Erhebung ist der Thangjing Hill mit 2109 m über Meeresniveau. Weite Gebiete des Distrikts sind bewaldet. Die wichtigsten Gewässer sind der Manipur, Khuga, Tuilak, Tuili, Tuivai, Tuineng, Thingbong und Leimatak und der Stausee Khuga Reservoir.

## Geschichte
Im späten 19. Jahrhundert eroberten die Briten das Gebiet und das Gebiet wurde Teil von Manipur innerhalb Bengalens. Im Zweiten Weltkrieg lag er nahe der Front zwischen Briten und Japanern. Nach der indischen Unabhängigkeit vollzog Manipur 1949 den Anschluss an Indien. Bis 1983 trug der heutige Distrikt als Sub-Division den Namen Manipur South. Ein kleiner Teil des Gebiets wurde 1983 an den Distrikt Bishnupur (0,21 Prozent seiner Fläche) abgetreten. Am 6. Dezember 2016 wurde der Westteil des Distrikts abgetrennt. Daraus entstand der neue Distrikt Pherzawl.

## Bevölkerung

### Übersicht
Nach der Volkszählung 2011 hat der Distrikt Churachandpur 226.884 Einwohner. Bei 92 Einwohnern pro Quadratkilometer ist der Distrikt nur dünn besiedelt. Der Distrikt ist deutlich ländlich geprägt und zählt nur drei Städte. Der Distrikt Churachandpur gehört zu den Gebieten Manipurs, die mehrheitlich von Angehörigen der „Stammesbevölkerung“ (scheduled tribes) besiedelt sind. Die größten Gruppen stellen die Thado, Paite und Hmar.

### Bevölkerungsentwicklung
Wie überall in Indien wächst die Einwohnerzahl im Distrikt Churachandpur seit Jahrzehnten stark an. Die Zunahme betrug in den Jahren 2001–2011 rund 26 Prozent (25,74 %). In diesen zehn Jahren nahm die Bevölkerung um mehr als 46.000 Menschen zu. Die genauen Zahlen verdeutlicht folgende Tabelle:

### Bedeutende Orte
Insgesamt gibt es im Distrikt nur drei Orte, die als Städte (towns und census towns) gelten. Deshalb ist der Anteil der städtischen Bevölkerung im Distrikt sehr tief. Denn nur 18.357 der 226.884 Einwohner oder 8,09 % leben in städtischen Gebieten. Die drei Orte sind:

### Bevölkerung des Distrikts nach Geschlecht
Wie in vielen Teilen Indiens überwiegt die männliche Bevölkerung. Doch hat sich der zeitweise deutliche Überhang der Männer wieder verringert und das Geschlechterverhältnis ist ziemlich ausgeglichen.
| Verteilung der Bevölkerung nach Geschlecht im Distrikt Churachandpur |                   |                   |                   |                   |                   |                   |                   |                   |                   |                   |
|                                                                      | Volkszählung 1971 | Volkszählung 1971 | Volkszählung 1981 | Volkszählung 1981 | Volkszählung 1991 | Volkszählung 1991 | Volkszählung 2001 | Volkszählung 2001 | Volkszählung 2011 | Volkszählung 2011 |
| Anzahl                                                               | Anteil            | Anzahl            | Anteil            | Anzahl            | Anteil            | Anzahl            | Anteil            | Anzahl            | Anteil            |                   |
| GESAMT                                                               | 70.011            | 100 %             | 95.661            | 100 %             | 132.980           | 100 %             | 180.439           | 100 %             | 226.884           | 100 %             |
| Männer                                                               | 35.411            | 50,58 %           | 49.368            | 51,61 %           | 68.918            | 51,83 %           | 92.972            | 51,53 %           | 114.914           | 50,65 %           |
| Frauen                                                               | 34.600            | 49,42 %           | 46.293            | 48,39 %           | 64.062            | 48,17 %           | 87.467            | 48,47 %           | 111.970           | 49,35 %           |

### Bevölkerung des Distrikts nach Volksgruppen
In Indien teilt man die Bevölkerung in die drei Kategorien general population, scheduled castes und scheduled tribes ein. Die scheduled castes (anerkannte Kasten) mit (2011) 425 Menschen (0,19 Prozent der Bevölkerung) werden heutzutage Dalit genannt (früher auch abschätzig Unberührbare betitelt). Die scheduled tribes sind die anerkannten Stammesgemeinschaften mit (2011) 209.410 Menschen (92,30 Prozent der Bevölkerung), die sich selber als Adivasi bezeichnen. Zu ihnen gehören in Manipur 33 Volksgruppen. Aufgrund der Sprache (Zahlen für die Volksgruppen sind nur bis Distriktshöhe veröffentlicht) sind die Thado, Paite, Vaiphei, Zou, Hmar, Gangte, Kom, Kuki, Kushai/Mizo und Kabui die wichtigsten Gruppen innerhalb der anerkannten Stammesgemeinschaften im heutigen Distrikt. Mit Ausnahme der Städte (76,64 %) liegt der Anteil der anerkannten Stammesgemeinschaften in allen drei Gebieten bei weit über neunzig Prozent.

### Bevölkerung des Distrikts nach Sprachen
Fast die ganze Bevölkerung des Distrikts Churachandpur spricht tibeto-birmanische Sprachen. Weniger als 3 Prozent der Einwohnerschaft – meist aus anderen Regionen Indiens zugewanderte Personen – spricht eine andere Sprache. Meistgesprochene dieser Sprachen sind Hindi und Nepali. Dennoch ist der Distrikt sprachlich sehr gemischt. Keine Sprache hat eine absolute Mehrheit.
Die verbreitetste Sprachgruppe ist Thado mit 70.071 Muttersprachlern oder 30,88 % Anteil. Thado ist in der Subdivision Churachandpur North Mehrheitssprache (17.865 Personen oder 58,35 %). In der Subdivision Churachandpur ist sie mit 28,40 % die meistverwendete Muttersprache. Paite ist in den Subdivisionen Churachandpur und Singngat die zweithäufigste Muttersprache. Vaiphei hat seine Hochburg in der Subdivision Churachandpur North (4631 Personen oder 15,13 % der Bevölkerung). Zou ist in der Subdivision Singngat die meistgesprochene Muttersprache (7716 Personen oder 34,87 %). Anteile von mehr als zehn Prozent in einer Subdivision haben Hmar in Churachandpur und Gangte in Churachandpur North. Die Verteilung der Einzelsprachen sieht wie folgt aus:
| Jahr                                   | Thado  | Thado | Paite  | Paite | Vaiphei | Vaiphei | Zou    | Zou  | Hmar   | Hmar | Gangte | Gangte | Meitei | Meitei | Kom  | Kom  | Lushai | Lushai | Kuki | Kuki | Gesamt  | Gesamt |
| Jahr                                   | Zahl   | %     | Zahl   | %     | Zahl    | %       | Zahl   | %    | Zahl   | %    | Zahl   | %      | Zahl   | %      | Zahl | %    | Zahl   | %      | Zahl | %    | Zahl    | %      |
| -------------------------------------- | ------ | ----- | ------ | ----- | ------- | ------- | ------ | ---- | ------ | ---- | ------ | ------ | ------ | ------ | ---- | ---- | ------ | ------ | ---- | ---- | ------- | ------ |
| 2011                                   | 70.038 | 30,87 | 43.095 | 18,99 | 22.727  | 10,02   | 20.022 | 8,82 | 18.140 | 8,00 | 10.342 | 4,56   | 6578   | 2,90   | 5945 | 2,62 | 5029   | 2,22   | 4703 | 2,07 | 226.884 | 100,00 |
| Quelle: Ergebnis der Volkszählung 2011 |        |       |        |       |         |         |        |      |        |      |        |        |        |        |      |      |        |        |      |      |         |        |

### Bevölkerung des Distrikts nach Bekenntnissen
Die einheimischen Volksgruppen bekennen sich heute mehrheitlich zum Christentum. Seit der Unabhängigkeit Indiens traten fast alle Stammesangehörige (scheduled tribes) zum Christentum über. Besonders zahlreich sind die Baptisten. Einzige bedeutende religiöse Minderheit sind die Hindus. Die genaue religiöse Zusammensetzung der Bevölkerung zeigt folgende Tabelle:
| Jahr                                   | Buddhisten | Buddhisten | Christen | Christen | Hindus | Hindus | Jainas | Jainas | Muslime | Muslime | Sikhs | Sikhs | Andere | Andere | keine Angaben | keine Angaben | Gesamt  | Gesamt |
| Jahr                                   | Zahl       | %          | Zahl     | %        | Zahl   | %      | Zahl   | %      | Zahl    | %       | Zahl  | %     | Zahl   | %      | Zahl          | %             | Zahl    | %      |
| -------------------------------------- | ---------- | ---------- | -------- | -------- | ------ | ------ | ------ | ------ | ------- | ------- | ----- | ----- | ------ | ------ | ------------- | ------------- | ------- | ------ |
| 2011                                   | 366        | 0,16       | 209.823  | 92,48    | 11.394 | 5,02   | 54     | 0,02   | 1746    | 0,77    | 138   | 0,06  | 2265   | 1,00   | 1098          | 0,48          | 226.884 | 100,00 |
| Quelle: Ergebnis der Volkszählung 2011 |            |            |          |          |        |        |        |        |         |         |       |       |        |        |               |               |         |        |

## Bildung
Trotz bedeutender Anstrengungen ist das Ziel der vollständigen Alphabetisierung noch nicht ganz erreicht. Dennoch gehört der Distrikt zu den indischen Gebieten mit hoher Alphabetisierung. Diese hat in den letzten Jahrzehnten riesige Fortschritte gezeigt. Weit über dem Durchschnitt Indiens ist auch der Alphabetisierungsgrad der weiblichen Landbevölkerung. Dies zeigt die folgende Tabelle:
| Alphabetisierung im Distrikt Churachandpur |                   |                   |
| Einheit                                    | Volkszählung 2011 | Volkszählung 2011 |
| Einheit                                    | Anzahl            | Anteil            |
| GESAMT                                     | 163.313           | 83,21 %           |
| Männer                                     | 86.854            | 87,57 %           |
| Frauen                                     | 76.459            | 78,75 %           |
| STADT GESAMT                               | 14.417            | 88,65 %           |
| Stadt-Männer                               | 7509              | 92,89 %           |
| Stadt-Frauen                               | 6908              | 84,47 %           |
| LAND GESAMT                                | 148.896           | 82,71 %           |
| Land-Männer                                | 79.345            | 87,10 %           |
| Land-Frauen                                | 69.551            | 78,22 %           |
| Quelle: Ergebnis der Volkszählung 2011     |                   |                   |

## Verwaltung
Der Distrikt ist in heute in die zehn Subdivisionen Churachandpur, Henglep, Kangvai, Mualnuam, Saikot, Samulamlan, Sangaikot, Singngat, Suangdoh und Tuibong aufgeteilt. Sieben der zehn Subdivisionen entstanden erst nach der Volkszählung 2011.